# Zima astronomiczna
Zima astronomiczna – rozpoczyna się w momencie przesilenia zimowego i trwa do momentu równonocy wiosennej, co w przybliżeniu oznacza na półkuli północnej okres pomiędzy 21 lub 22 grudnia a 20 lub 21 marca (daty te wypadają dzień wcześniej lub dzień później). Podczas zimy astronomicznej dzienna pora dnia jest krótsza od pory nocnej, jednak z każdą kolejną dobą dnia przybywa, a nocy ubywa.